# 鹿島透
鹿島 透（かしま とおる、1896年（明治29年）12月2日 ‐ 1980年（昭和55年）1月24日） は、大正末から昭和期の教育者、政治家。衆議院議員。

## 経歴
宮崎県児湯郡上穂北村穂北（西都町を経て現西都市穂北）で、鹿島栄三郎の三男として生まれた。1923年（大正12年）東京高等工業学校（現東京工業大学）附設工業教員養成所を卒業した。
宮崎県、大阪市の小学校訓導、宮崎県立宮崎工業学校（現宮崎県立宮崎工業高等学校）長兼教諭、青年学校視学委員、宮崎県教育会長、同県建設業協会長、国土計画審議会委員、上代日向研究所委員、日本教育会宮崎県副支部長、宮崎県教育委員長などを務めた。
1946（昭和21年）4月の第22回衆議院議員総選挙に宮崎県全県区から無所属で出馬して当選し、衆議院議員に1期在任した。この間、協同民主党文化部長、国民協同党宮崎県支部長、同党常任委員などを務めた。1947（昭和22年）4月の第23回総選挙で宮崎県第1区から国民協同党公認で立候補したが落選した。